# Johann Adolph Krohn
Johann Adolph Krohn (o Crohn) (Lubecca, 1674 – Lubecca, 29 agosto 1750) è stato un giurista e politico tedesco.

Tractatus de jure assecurationum, 1725 (Fondazione Mansutti, Milano)

Figlio del mercante di Lubecca Johann Krohn († 1701), dal 1693 studiò giurisprudenza presso le Università di Rostock e di Lipsia. Dopo un viaggio di studio presso la Corte Imperiale di Giustizia a Wetzlar e nei Paesi Bassi, nel 1706 divenne Sindaco del Consiglio Comunale di Rostock. Nel 1716 rinunciò al suo incarico e si trasferì nuovamente a Lubecca, dove fu eletto al consiglio comunale nel 1731.
Il 28 aprile 1700 si sposò con Anna Sophie, nata Stindten. Dei figli della coppia, Hermann Georg Krohn fu sindaco della città anseatica di Lubecca dal 1741 al 1752, e il nipote Hermann Diedrich Krohn fu anch'egli sindaco di Lubecca nel 1786.
È noto per i suoi lavori sull'assicurazione, che sono uno dei rari esempi di opere sul diritto assicurativo nel XVII secolo e nel XVIII secolo. Fatta eccezione per la sua tesi di laurea, l'opera Tractatus de jure assecurationum del 1725 è l'unica attestata, di cui si conservano due esemplari a Monaco di Baviera, uno presso la biblioteca dell'Università Ludwig Maximilian e l'altro presso la Bayerische Staatsbibliothek e un esemplare in Italia, presso la Fondazione Mansutti di Milano.

## Opere
- Dissertatio Inauguralis Iuridica, De Probatione, Quae Fit Per Libros Mercatorum, Vulgo Von Beweiß der Schuld mit Handels-Büchern. Rostochii: Wepplingius 1698.
- Tractatus de jure assecurationum vom Assecurantz-Recht, Rostock und Parchim, 1725.